# Harmonikus oszcillátor

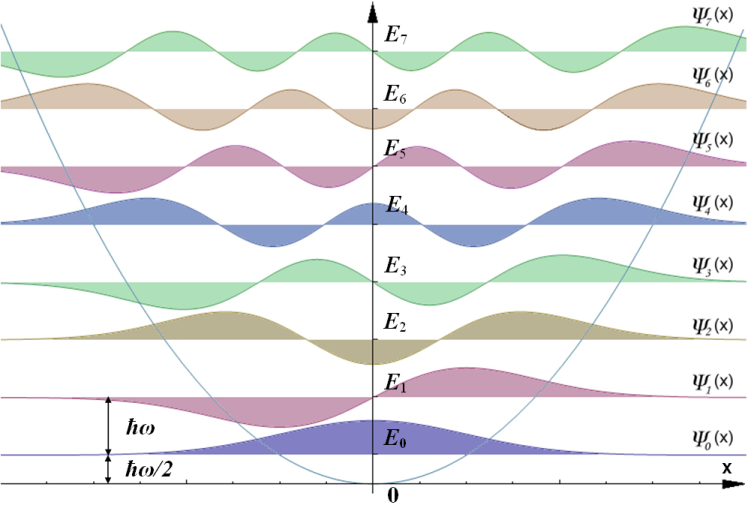
A lineáris harmonikus oszcillátor potenciális energiája és sajátfüggvényei

A harmonikus rezgőmozgást végző tömegpontot nevezzük harmonikus oszcillátornak.

## Egydimenziós (lineáris) harmonikus oszcillátor

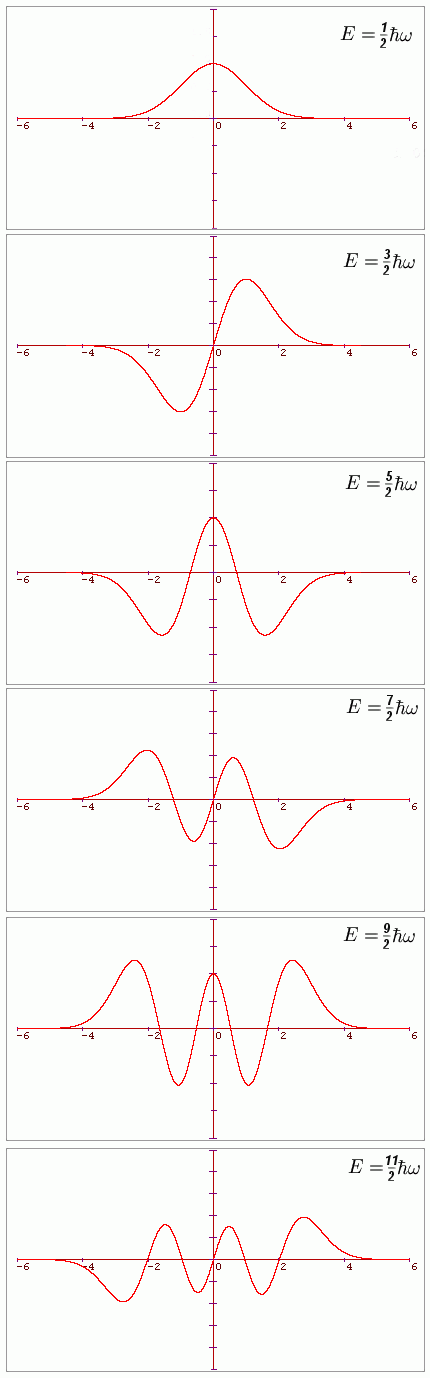
A lineáris harmonikus oszcillátor sajátfüggvényei

Az m tömegű egydimenziós harmonikus oszcillátorra {\displaystyle F=-kx} rugalmas erő hat, ahol k pozitív állandó. Mivel {\displaystyle F_{x}=-{\frac {\partial V}{\partial x}}}, a potenciális energia: {\displaystyle V(x)={\frac {1}{2}}kx^{2}}. Ha a potenciális energiát ({\displaystyle V(x)}) a hely (x) függvényében ábrázoljuk, parabolát kapunk.

### Schrödinger-egyenlet és megoldása
A harmonikus oszcillátor Schrödinger-egyenlete:
{\displaystyle -{\frac {\hbar ^{2}}{2m}}{\frac {d^{2}\psi }{dx^{2}}}+{\frac {1}{2}}kx^{2}\psi =E\psi }
A Schrödinger-egyenlettel meghatározhatóak a lehetséges energia-sajátértékek ({\displaystyle E_{n}}), és a hozzájuk tartozó sajátfüggvények ({\displaystyle \psi _{n}}). Az egyenletet a Sommerfeld-féle polinom módszerrel lehet megoldani.
Az energia lehetséges értékei a sajátértékek:
{\displaystyle E_{n}=\left(n+{\frac {1}{2}}\right)\hbar \omega =\left(n+{\frac {1}{2}}\right)h\nu }, ahol {\displaystyle \omega =2\pi \nu ={\sqrt {\frac {k}{m}}}} körfrekvencia, és n=0,1,2,... nemnegatív egész szám. Ezzel a sajátértékek teljes rendszerét megkaptuk. Az oszcillátor energia-sajátértékei tehát nem vesznek fel tetszőleges értékeket, hanem {\displaystyle h\nu } kvantum egész számú többszörösei.
Az {\displaystyle n=0}-hoz tartozó {\displaystyle E_{0}={\frac {h\nu }{2}}} sajátértéket az oszcillátor zéruspont-energiájának nevezzük.
A szomszédos energiaszintek közti különbség: {\displaystyle E_{n}-E_{n-1}=h\nu }
AZ {\displaystyle E_{n}} sajátértékhez tartozó sajátfüggvény: {\displaystyle \psi _{n}\sim H_{n}\left({\frac {x}{a}}\right)e^{-{\frac {x^{2}}{2a^{2}}}}}, ahol {\displaystyle a^{4}={\frac {\hbar ^{2}}{mc}}}, és {\displaystyle H_{n}} az n-dik Hermite-polinom.
Az arányossági tényező egy normáló tag, mivel {\displaystyle |\psi |^{2}=1}-nek teljesülnie kell.

### Alkalmazás
- Kétatomos molekulák vibrációs színképének értelmezése
A kétatomos molekulákban az atomokat közelítőleg rugalmas erők tartják egymás közelében. A molekula ezek hatására rezgéseket végez, amelyek lehetséges energiaértékeit a fenti energiasajátértékek adják meg.
- Szilárd testek Einstein-modellje
A modellben a szilárd testet úgy képzeljük el, hogy az atomjai a kristályrács rácspontjaiban helyezkednek el, és egyensúlyi helyzetük körül kis amplitúdóval rezegnek. A test minden atomja azonos amplitúdóval rezeg, és a köztük lévő kölcsönhatástól eltekintünk. Ekkor az atomokat elemi oszcillátorokként vizsgálhatjuk, így jó közelítéssel meghatározhatjuk a szilárd anyag moláris hőkapacitásának értékét.

## Háromdimenziós harmonikus oszcillátor
Az energia lehetséges értékei: {\displaystyle E_{n1,n2,n3}\sim \left(n_{1}+n_{2}+n_{3}+{\frac {3}{2}}\right)}

## Lásd még
- Kvantummechanika
- Sajátvektor és sajátérték
- Schrödinger-egyenlet
- Valószínűségi amplitúdó